# Jordan Seabrook
Jordan Akil Seabrook (Indianapolis, 27 giugno 1987) è un ex calciatore statunitense, di ruolo centrocampista.

## Carriera

### Club
Ha collezionato 95 presenze nella massima serie finlandese con varie squadre.

### Nazionale
Ha giocato nella nazionale statunitense Under-20.